# Rajd Antibes 2007
Rajd Antibes 2007 (42. Rallye d'Antibes - Côte d'Azur) – 42 edycja rajdu samochodowego Rajd Antibes rozgrywanego we Francji. Rozgrywany był od 19 do 21 października 2007 roku. Była to dziesiąta runda Rajdowych Mistrzostw Europy w roku 2007. Składał się z 18 odcinków specjalnych.

## Klasyfikacja rajdu
| Miejsce                | Kierowca               | Pilot                  | Samochód                       | Czas                   | Strata                 |                        |
| Klasyfikacja generalna | Klasyfikacja generalna | Klasyfikacja generalna | Klasyfikacja generalna         | Klasyfikacja generalna | Klasyfikacja generalna | Klasyfikacja generalna |
| ---------------------- | ---------------------- | ---------------------- | ------------------------------ | ---------------------- | ---------------------- | ---------------------- |
| 1.                     | Renato Travaglia       | Simone Scattolin       | Fiat Abarth Grande Punto S2000 | 3:16:24.3              | 0.0                    |                        |
| 2.                     | Simon Jean-Joseph      | Jack Boyere            | Citroën C2 S1600               | 3:18:37.3              | +2:13.0                |                        |
| 3.                     | Volkan Isik            | Kaan Özsenler          | Fiat Abarth Grande Punto S2000 | 3:20:18.6              | +3:54.3                |                        |
| 4.                     | Michał Sołowow         | Maciej Baran           | Fiat Abarth Grande Punto S2000 | 3:21:36.9              | +5:12.6                |                        |
| 5.                     | Philippe Mermet        | Gérard Clerton         | Fiat Abarth Grande Punto S2000 | 3:22:52.8              | +6:28.5                |                        |
| 6.                     | Krum Donchev           | Stoiko Valchev         | Mitsubishi Lancer Evo IX       | 3:24:19.4              | +7:55.1                |                        |
| 7.                     | Cyril Vosahlo          | Davide Bianchi         | Subaru Impreza STi             | 3:26:33.0              | +10:08.7               |                        |
| 8.                     | Mathieu Biasion        | Gilbert Dini           | Renault Clio R3                | 3:28:55.0              | +12:30.7               |                        |
| 9.                     | Dominique Bruyneel     | Jean-Charles Descamps  | Subaru Impreza STi N12B        | 3:29:17.3              | +12:53.0               |                        |
| 10.                    | Giovanni Ruggeri       | Nicola Doglio          | Renault Clio S1600             | 3:29:37.9              | +13:13.6               |                        |
| Klasyfikacja ERC       |                        |                        |                                |                        |                        |                        |
| 1. (1.)                | Renato Travaglia       | Simone Scattolin       | Fiat Abarth Grande Punto S2000 | 3:16:24.3              | 0.0                    |                        |
| 2. (2.)                | Simon Jean-Joseph      | Jack Boyere            | Citroën C2 S1600               | 3:18:37.3              | +2:13.0                |                        |
| 3. (3.)                | Volkan Isik            | Kaan Özsenler          | Fiat Abarth Grande Punto S2000 | 3:20:18.6              | +3:54.3                |                        |
| 4. (4.)                | Michał Sołowow         | Maciej Baran           | Fiat Abarth Grande Punto S2000 | 3:21:36.9              | +5:12.6                |                        |
| 5. (6.)                | Krum Donchev           | Stoiko Valchev         | Mitsubishi Lancer Evo IX       | 3:24:19.4              | +7:55.1                |                        |